# Fundación Mexicana para la Salud
La Fundación Mexicana para la Salud (FUNSALUD) es una asociación civil, independiente y sin fines de lucro integrada por empresarios mexicanos de diversos sectores económicos, vinculados con la salud a nivel nacional.

## HISTORIA
A pesar de que el artículo 4° constitucional en México, establece el derecho al acceso y protección de la salud, los indicadores nacionales en los años 80, bajo el mandato de Miguel de la Madrid así como las cifras publicadas por el INEGI en aquellos años, reflejaron profundas inequidades en el acceso a los servicios de salud y en su financiamiento, lo que redundó en marcadas diferencias en el nivel y calidad del sector salud entre estados, localidades y grupos poblacionales.
En ese contexto, Funsalud se constituye en 1985, bajo la organización de varios empresarios mexicanos e intelectuales que, preocupados por el acceso a la salud de los menos favorecidos y el desarrollo de la ciencia y la tecnología con el fin de fortalecer el sistema de salud e investigación del país; deciden crear un organismo que finalmente se da a conocer como la Fundación Mexicana para la Salud.
Años posteriores a su creación, la organización aumentó sus afiliaciones y por lo tanto su nivel de participación.
Para 2009 más de 5,500 organizaciones de la sociedad civil con el propósito de fortalecer y mejorar el acceso a la salud, contribuyeron con la FUNSALUD, desempeñando un importante papel en el campo, a través de actividades de asistencia social, atención médica y otras actividades que se relacionan con diversos fenómenos sociales, de salud e investigación.
En este contexto, las reformas en el sector, ese mismo año, fue crucial para la Fundación Mexicana para la Salud (FUNSALUD), al unir esfuerzos con el Centro Mexicano para la Filantropía (Cemefi) y la empresa farmacéutica Roche, para el beneficio y desarrollo de diversos campos de la salud, mismo, que derivó en un programa conocido como "Red por la Salud" apoyado por el gobierno federal del entonces presidente Felipe Calderón Hinojosa.
Actualmente, con la participación de 22 organizaciones vinculadas en el sector;  y el diseño del proyecto de Red por la Salud la fundación se ha planteó fortalecer el objeto social del sector, diseñó un banco de buenas prácticas par incidir en la política y presencia pública relacionada con la salud en México.
De acuerdo con la Fundación Mexicana para la Salud (FUNSALUD), en México, la salud ha mejorado de manera relevante en los últimos años, hecho que se ve reflejado en la esperanza de vida al nacimiento y; por tanto, en la modificación de causas de muerte.
En el 2011, la Universidad de las Naciones Unidas reconoció la labor de la FUNSALUD posicionándolo en el número 23 de los treinta mejores "think tanks" en políticas de salud a nivel mundial.
Para el 2012  ocupó el lugar número 11 y en el 2013, se posicionó en el número 13 de este ranking.
Para el 2014 ocupó el decimosegundo lugar de esta lista.

### Presidentes Ejecutivos
| Presidente(a)                  | Periodo     |
| ------------------------------ | ----------- |
| Ramón Villarreal Pérez*        | 1985 - 1987 |
| Luis Guevara González*         | 1987 - 1989 |
| Guillermo Soberón Acevedo      | 1989 - 2003 |
| Manuel Ruiz de Chávez Guerrero | 2003 - 2009 |
| Mercedes Juan López            | 2009 - 2012 |
| Eduardo González Pier          | 2013 - 2014 |
| José Campillo García           | 2014 - 2018 |
| Héctor Valle Mesto             | 2018 -      |
| *Como director general.        |             |

## Objetivos
El objetivo de la fundación, es contribuir al mejoramiento de la salud en México la cual tiene como visión el ser punto de referencia en la discusión de la agenda de temas relevantes de salud en México.
A su vez, tiene la misión de convertirse en una organización esencialmente del sector empresarial, para canalizar acciones filantrópicas así como la inversión social en beneficio de la salud.
En toda su actividad técnica y administrativa, la Fundación está regida bajo un código de ético, integral y transparente para el apoyo de programas sociales, reconociendo la salud como una inversión que a la vez es un derecho universal.

## Proyectos
- Observatorio de la Salud
- Niño Sano y Activo
- Universialidad de los Servicios de Salud
- Fondo Nesté para la Nutrición
- Política Farmacéutica
- Cáncer de Mama: Tómatelo a pecho
- Proyecto México VIH/sida ronda 9
- Becas FUNSALUD para el desarrollo profesional continuo
- Análisis comparativo del desempeño hospitalario
- Talento en Salud
- Sociedad y Salud

## Reconocimientos
Por su labor en beneficio de la salud de los mexicanos, se le otorgó el Premio "E. Loveland" en 1998; por la American College of Physicians,  que a su vez fue entregado por primera vez a una institución filantrópica fuera de Estados Unidos.
Fue reconocida por la Universidad de Pensilvania y de la Universidad de las Naciones Unidas como uno de los treinta mejores think tanks en políticas de salud a nivel mundial.